# Kriegsgefangene des Ersten Weltkrieges
Mehr als 7.000.000 Militärangehörige, Soldaten und Offiziere, kamen während des Ersten Weltkrieges in Kriegsgefangenschaft. Die Arbeitskraft der meisten Kriegsgefangenen diente durch Zwangsarbeit der Wirtschaft der kriegführenden Mächte.
Die Bedingungen für Kriegsgefangene waren in den Haager Konventionen von 1899 und 1907 geregelt, die die wichtigsten kriegführenden Mächten, der Triple Entente und dem Dreibund (mit Ausnahme des Osmanischen Reiches), unterzeichnet hatten. Sie sahen vor, dass „Kriegsgefangene mit Menschlichkeit behandelt werden“. Diese Bestimmungen, von denen einige schwer anzuwenden waren, wurden nicht vollständig eingehalten. Die Konfliktparteien protestierten gegen ihre Verstöße und begründeten Misshandlung von Gefangenen in ihren Haftanstalten mit Gegenseitigkeiten bei Nichteinhaltungen der Konventionen.

## Völkerrechtsstatus

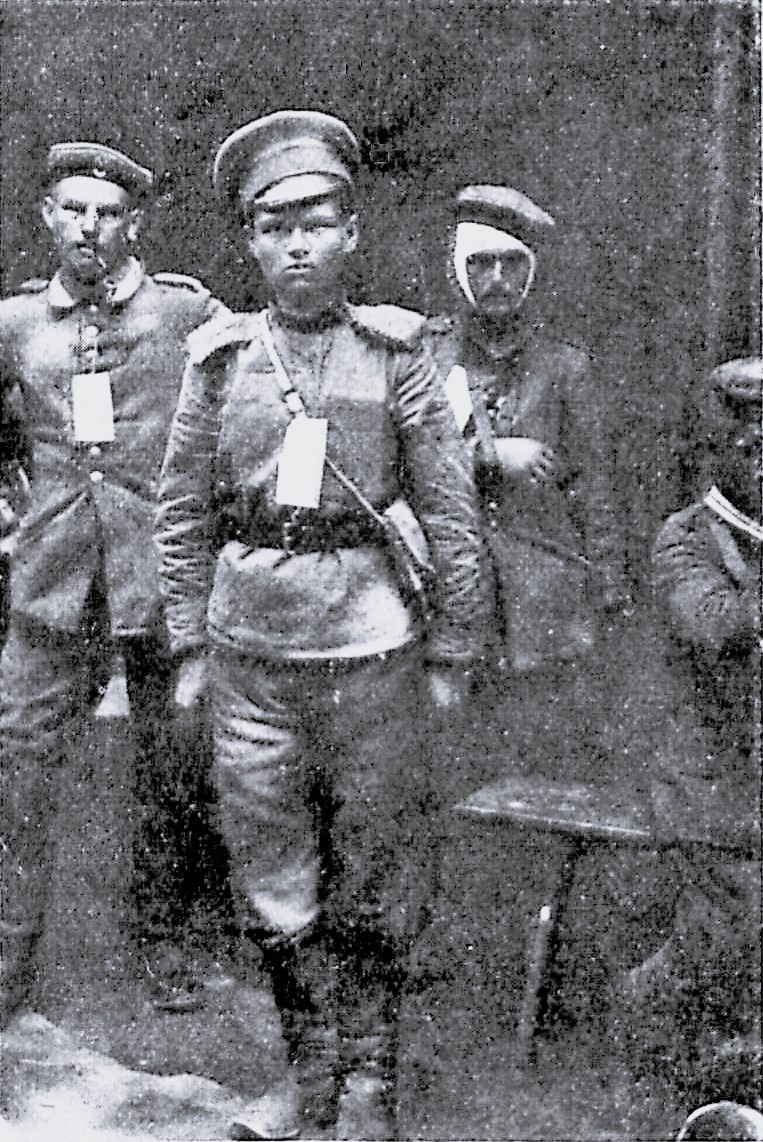
Von deutschen Truppen gefangene verwundete Russin, die an der Front mitgekämpft hatte (1915)

„Kriegsgefangen“ ist ein völkerrechtlicher Status, der Gefangene schützen soll. Der Personenkreis umfasst Kombattanten der feindlichen Streitkräfte, aber auch Ärzte, Sanitäter und Geistliche, soweit sie ihnen angehören. Geregelt und vertraglich vereinbart wurde dieser Schutz in den Haager Abkommen (1899/1907), den Genfer Konventionen (seit 1864) und nach dem Ersten Weltkrieg mit dem Genfer Protokoll (1925).

## Größenordnungen
Die Höchstzahl der Häftlinge, die im Jahr 1918 erreicht wurde, betrug insgesamt 6.630.000, davon 2.500.000 in Deutschland (darunter 1.430.000 Russen und 535.000 Franzosen), 2.415.000 in Russland, hauptsächlich Österreich-Ungarn, 950.000 in Österreich-Ungarn (Russen, Serben, Italiener), etwa 500.000 in Frankreich (hauptsächlich Deutsche), 328.000 in Großbritannien, 43.000 in den Vereinigten Staaten, 5.000 in Japan und 400 in Australien.
Neben den Militärgefangenen wurden auch wegen Widerstandshandlungen deportierte Zivilisten aus den Besatzungszonen (Belgien, Nordostfrankreich, besetzte Gebiete des Russischen Reiches und Rumänien) sowie als Geiseln gehaltene Honoratioren nach Deutschland verschleppt. Auch Zivilisten feindlicher Mächte, die sich bei Kriegsausbruch auf dem Territorium der kriegführenden Staaten und in deren Kolonien aufhielten, wurden gefangen gehalten und größtenteils in Lagern eingesperrt. Die Zahl der internierten Zivilisten wird in Russland auf etwa 250.000 geschätzt, darunter auch die als potentielle Feinde betrachteten Bevölkerungsgruppen (Juden und deutsche Minderheiten), in Deutschland auf 100.000 (Franzosen, Engländer, Amerikaner, Japaner, Italiener) und in Frankreich auf 60.000 (Deutsche, Österreich-Ungarn, Osmanen, Bulgaren). Deutsche Zivilisten wurden in Lagern in Australien und Kanada interniert.

## Lebensbedingungen

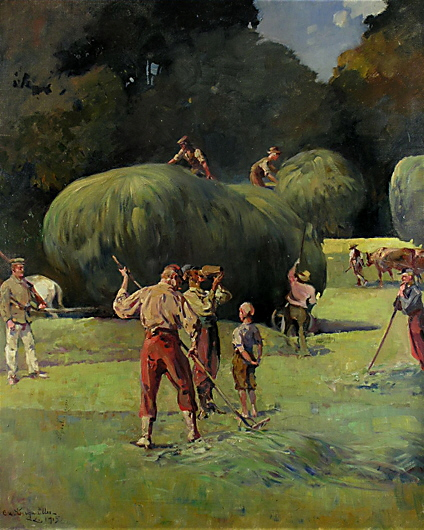
Häftlinge bei der Arbeit in Deutschland.

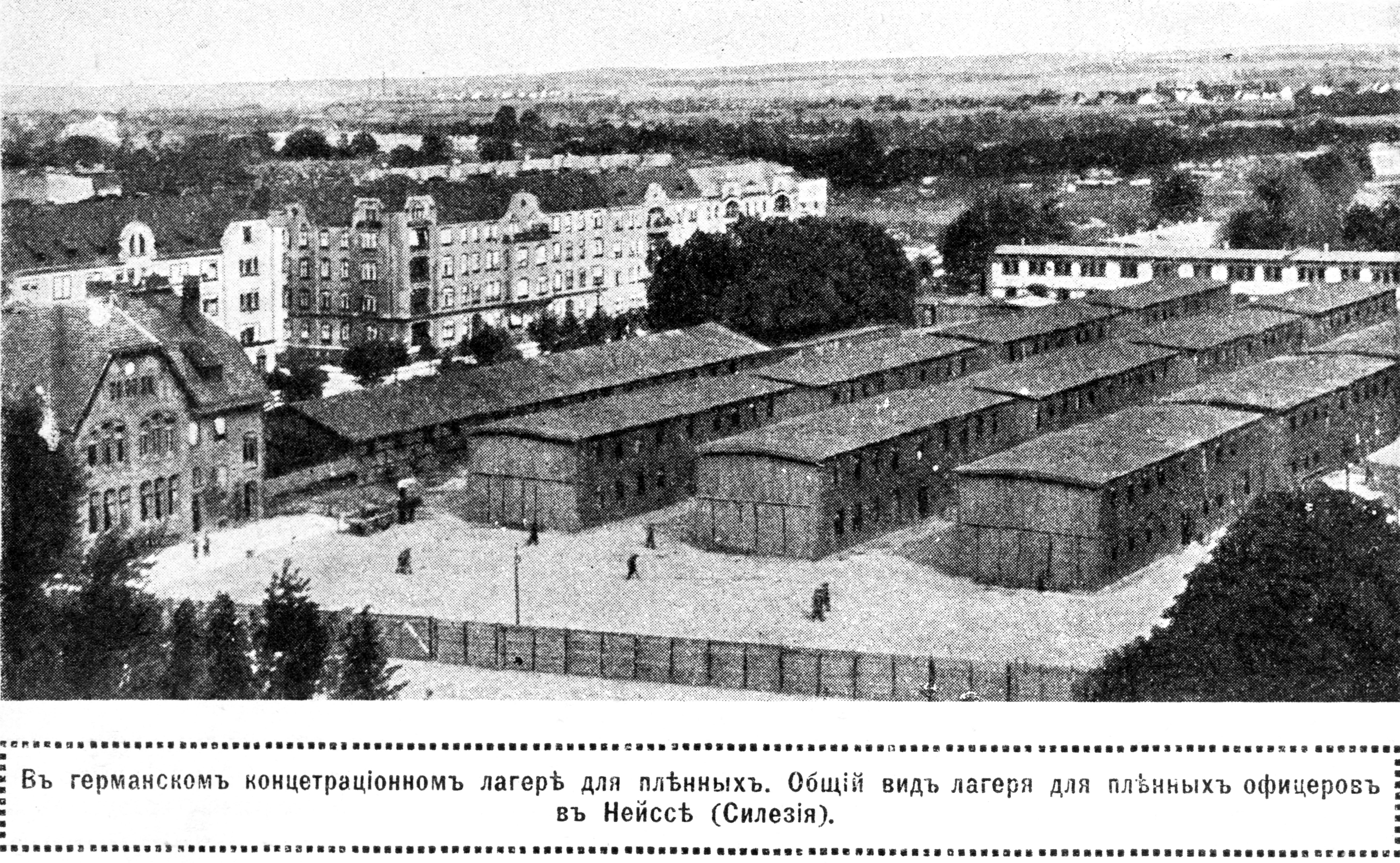
Deutsches Konzentrationslager Neisse (Schlesien) für gefangene Offiziere. Ende 1915.

Karte des deutschen Reichs mit den Offizierhauptlagern (Erster Weltkrieg).

Gemäß der Haager Konvention von 1907 wurde die Mehrheit der Häftlinge nach dem Konflikt in Frankreich zur Arbeit in der Industrie, der Landwirtschaft, im Baugewerbe und im öffentlichen Dienst eingesetzt, um zum Beispiel die Schlachtfelder von Minen zu räumen. Offiziere, die über spezielle Lager verfügten, waren allerdings von der Arbeit befreit. Arbeitsverweigerungen waren in der Minderheit und Sabotageakte kamen selten vor. Eine Form der Trägheit war weiter verbreitet. Diese für die Arbeitgeber billigen Niedriglohnarbeiter waren dennoch sehr gefragt, da infolge des Abgangs eines großen Teils der Erwerbsbevölkerung Arbeitskräfte knapp waren. Der Beitrag der Häftlingsarbeit zur Wirtschaft der Hauptkriegsparteien war nicht unerheblich.
Die Bedingungen waren sehr unterschiedlich, in der Landwirtschaft im Allgemeinen durchaus akzeptabel, bei bestimmten Arbeiten jedoch gefährlich, beispielsweise beim Graben des Rouvre-Tunnels in der Nähe des Berre-Teichs in Frankreich oder bei der Minenräumung auf den Schlachtfeldern in Frankreich im Jahr 1919, vergleichbar mit denen im Gulag auf der Baustelle der Eisenbahnstrecke Petrograd–Murmansk. Diese extreme Situation war jedoch nicht durch eine Strafabsicht motiviert, sondern vielmehr durch die Desorganisation und Nachlässigkeit der Behörden. Artikel 7 der Haager Konvention sieht vor, dass „Kriegsgefangene hinsichtlich Verpflegung, Kleidung und Bettzeug genauso behandelt werden wie die Truppen der Regierung, die sie gefangen genommen hat.“ Tatsächlich waren die Rationen der Gefangenen von der Versorgung des jeweiligen Landes abhängig. Die von der Blockade der Entente-Staaten betroffenen Gefangenen der Mittelmächte Deutschland und Österreich-Ungarn litten wie der Rest der Bevölkerung Hunger. Französische Häftlinge erhielten Pakete von ihren Familien, die dazu beitrugen, die Not zu lindern. Ab Juli 1916 schickte die französische Regierung wöchentlich Sammelpakete mit 2 kg Brot pro Gefangenem. Besonders betroffen waren die russischen Häftlinge, denen diese Hilfe verwehrt blieb. In Frankreich und Großbritannien, also in Ländern, die weniger von Engpässen betroffen waren, war die Verpflegung der Gefangenen nach wie vor besser. Die Gefangenen wurden von Epidemien, Typhus und Cholera heimgesucht, insbesondere zu Beginn des Krieges, als sie auf den unerwarteten Zustrom nach Russland und Deutschland noch nicht vorbereitet waren. So starben bei der vermutlich größten Fleckfieberepidemie 1915 bis zu 3.000 Männer im Lager Kassel-Niederzwehren. In der Folgezeit verbesserten sich die sanitären Bedingungen.
Die Zahl der während des Krieges umgekommenen Häftlinge belief sich auf 751.000 (8,7 % der Gesamtzahl), darunter 478.000 österreichisch-ungarische Häftlinge, 122.000 Deutsche und 38.963 Franzosen in Deutschland. In Russland starben 411.000 Häftlinge, darunter vor allem österreichisch-ungarische und über 100.000 italienische Häftlinge von 350.000 in Österreich-Ungarn.
Die Gesamtsterblichkeitsrate soll bei Gefangenen in Russland bei etwa 17,6 %, in Österreich bei 7 %, in Frankreich bei 5,3 % und in Deutschland bei 3,5 % gelegen haben. Von den 933.000 Gefangenen, die die Alliierten während des Krieges in Gefangenschaft hielten, starben 122.000 deutsche Kriegsgefangene. Das entspricht einer durchschnittlichen Todesrate von 12,4 %. Die Todesrate variierte zwischen 1,92 % in den USA, 3,03 % im Vereinigten Königreich, 9,4 % in Frankreich, 37 % in Russland und 39 % in Rumänien. Diese Unterschiede sind hauptsächlich auf Unterschiede bei den materiellen Bedingungen, aber auch bei der durchschnittlichen Dauer der Gefangenschaft zurückzuführen: In den USA ist sie kurz, in Frankreich länger, wo die letzten Gefangenen Anfang 1920 freigelassen wurden, und in Russland, wo die durch den Bürgerkrieg behinderten Repatriierungen bis 1922 andauerten. Die hohe Sterblichkeitsrate in Russland ist hauptsächlich auf die klimatischen Bedingungen und die mangelnde Vorbereitung der Behörden auf einen unerwarteten Zustrom zurückzuführen (Mangel an Unterkünften zu Beginn des Krieges) und nicht auf einen Wunsch nach Verfolgung. Die hohe Sterblichkeitsrate italienischer Gefangener ist dagegen hauptsächlich auf Unterernährung und in Österreich, wo eine extreme Nahrungsmittelknappheit herrschte, auf die Weigerung der italienischen Regierung zurückzuführen, Hilfe zu schicken.
Ethnische Minderheiten profitierten von relativ günstigen Bedingungen: Elsässer und Lothringer Gefangene, Polen in Frankreich, Slawen in Russland. In Deutschland gab es eine ethnische Hierarchie, doch kam es im Ersten Weltkrieg weder zu Diskriminierungen in dem Ausmaß wie im Krieg von 1939 bis 1945 noch zu rassistischer oder politisch motivierter Verfolgung.

## Rückkehr aus der Gefangenschaft
Der Waffenstillstand sieht die Rückführung alliierter Gefangener ohne Gegenleistung vor. Dieser Mangel an Gegenseitigkeit stellt einen Verstoß gegen Artikel 20 der Haager Konvention von 1899 dar, der besagt, dass „nach Friedensschluss die Heimschaffung der Kriegsgefangenen so bald wie möglich erfolgen soll“. Der Friedensvertrag von Versailles enthält in seinem sechsten Teil Artikel 214 bis 224 Regelungen für Kriegsgefangene. Die Belange von Grabstätten bzw. Kriegsgräberstätten sind in den Artikeln 225 und 226 ausgeführt.
Die englischen Gefangenen wurden im November repatriiert, die Rückkehr der französischen Gefangenen endete Mitte Januar 1919. Bis 1922 wurden deutsche Kriegsgefangene in Frankreich bei Avignon festgehalten, wobei Papst Benedikt XV. sich persönlich für die Freilassung der letzten Gefangenen einsetzte. Die Freilassung österreichisch-ungarischer und deutscher Kriegsgefangener in Russland sowie russischer Kriegsgefangener in Österreich-Ungarn und Deutschland war im Friedensvertrag von Brest-Litowsk vorgesehen. Diese Rückkehr verlief recht langsam (500.000 Österreich-Ungarn von 2.000.000). Zum Teil verzögerte die Rückführung Gefangener aus Russland bis 1922. Die Oktoberrevolution und der Russische Bürgerkrieg verzögerten die Rückführungsprozesse bei den Kriegsparteien.

## Die Vergessenen des Ersten Weltkriegs
Im Gegensatz zu den Kriegsgefangenen des Zweiten Weltkriegs, die Gegenstand umfassender Studien sind, wurden die Kriegsgefangenen des Krieges von 1914 bis 1918 in der Geschichtsschreibung relativ vernachlässigt. Das Interesse der Historiker des Ersten Weltkriegs konzentrierte sich vor allem auf die militärischen Operationen, die Lebensbedingungen der Soldaten an der Front und die diplomatischen Aspekte des Konflikts. Diese relative Vernachlässigung wird in den Titeln von Werken zu diesem Thema hervorgehoben, beispielsweise in denen von Odon Abal, Annette Becker und Frédéric Médard. Nach dem Krieg fühlten sich die Häftlinge ausgegrenzt, da sie von den wichtigsten Gedenkauszeichnungen ausgeschlossen waren, nicht als Veteranen anerkannt wurden (die monatliche Zuwendung, die ehemalige französische Häftlinge erhielten, war geringer) und nicht auf den Kriegsdenkmälern vertreten waren.